# Cronologia da pandemia de COVID-19 na Áustria
Este artigo documenta a cronologia da pandemia de COVID-19 na Áustria.

## Cronologia

### Fevereiro de 2020
- 25 de fevereiro: Os dois primeiros casos do novo coronavírus na Áustria são confirmados pelo governador da província de Virol, Guenther Platter.[1][2]

### Março de 2020
- 12 de março: A primeira morte causada pelo novo coronavírus na Áustria é registrada pelas autoridades de saúde do país.[3][4]
- 16 de março: O número de casos confirmados do novo coronavírus na Áustria ultrapassa 1.000, registrado pelas autoridades de saúde do país.[5]

### Abril de 2020
- 6 de abril: A Áustria torna-se o primeiro país da Europa a anunciar o levantamento de restrições para conter a pandemia após a Páscoa.[6][7][8]

### Maio de 2020
- 20 de maio: Centenas de pessoas reúnem-se em Viena para protestar contra as medidas do governo federal implementadas para conter o novo coronavírus.[9]

### Outubro de 2020
- 27 de outubro: O número de mortes causadas pelo novo coronavírus na Áustria ultrapassa 1.000, registrado pelo Ministério do Interior e da Saúde do país.[10][11]

### Novembro de 2020
- 4 de novembro: O Ministério do Interior da Áustria registra 6.211 novos casos do coronavírus, a contagem diária da doença do país pela primeira vez.[12]
- 14 de novembro: A Áustria anuncia o fechamento de lojas não essenciais e das escolas para conter a propagação do novo coronavírus no país.[13]

### Dezembro de 2020
- 4 de dezembro: A Áustria começa os testes em massa da população para o novo coronavírus em Viena.[14]
- 18 de dezembro: O número de mortes causadas pelo novo coronavírus na Áustria ultrapassa 5.000, registrado pelo Ministério do Interior do país.[15]
- 29 de dezembro: O número de mortes causadas pelo novo coronavírus na Áustria ultrapassa 6.000, registrado pelo Ministério da Saúde do país.[16]

### Janeiro de 2021
- 4 de janeiro: Três casos da variante britânica e um da sul-africana são detectados pela primeira vez na Áustria.[17]
- 16 de janeiro: Cerca de 10.000 pessoas protestam contra as restrições para conter a pandemia na capital austríaca, Viena.[18]
- 17 de janeiro: As autoridades da Áustria decidem estender o terceiro lockdown rígido por causa de um aumento de casos do novo coronavírus.[19]
- 25 de janeiro: Devido às novas variantes do coronavírus, a Áustria torna-se um dos primeiros países da Europa a recomendar o uso das máscaras FFP2 como obrigatórias.[20]
- 27 de janeiro: Mais de 400 sobreviventes do Holocausto na Áustria com 85 anos ou mais recebem a primeira dose da vacina no maior centro de vacinação de Viena.[21][22]